# Paul Leroy-Beaulieu
Pierre Paul Leroy-Beaulieu (Saumur, 9 dicembre 1843 – Parigi, 9 dicembre 1916) è stato un economista e saggista francese, fratello di Anatole Leroy-Beaulieu.

## Biografia
Leroy-Beaulieu nacque a Saumur, Maine e Loira, il 9 dicembre 1843 dall'avvocato Pierre Leroy-Beaulieu (1798-1859); studiò a Parigi presso il Lycée Bonaparte e l'École de Droit. Studiò poi a Bonn, Berlino, e al suo ritorno a Parigi, iniziò a scrivere Le Temps, Revue Nationale e Revue Contemporaine.
Nel 1867 vinse un premio offerto dall'Accademia delle Scienze morali e politiche con un saggio intitolato L'Influence de état moral et intellectuel des populations ouvrières sur le taux des salaires. Nel 1870 ottenne tre premi per i saggi: La Colonisation chez les peuples modernes, L'Administration en France et en Angleterre, e L'impôt Foncier et ses conseguenze économiques.
Nel 1872 Leroy-Beaulieu divenne professore di finanza presso la scuola superiore École Libre des Sciences Politiques, e nel 1880 succedette al padre, Michel Chevalier, nella cattedra di economia politica nel Collège de France. Molte delle sue opere hanno lasciato il segno al di là dei confini del suo paese. Tra queste si citano: Recherches économiques, historiques et statistiques sur les guerres contemporaines, una serie di studi pubblicati tra il 1863 e il 1869.
Nel 1873 fondò l'Économiste français, sul modello di L'Economiste belge di Gustave de Molinari. Leroy-Beaulieu è stato considerato il principale rappresentante dell'economia politica ortodossa in Francia; fu inoltre l'oppositore più pronunciato delle dottrine protezionistiche e collettiviste.
Leroy-Beaulieu fu eletto membro della Accademia reale svedese delle scienze nel 1880.
Suo fratello, Henri Jean Baptiste Anatole Leroy-Beaulieu, era uno storico e pubblicista, specializzato sulla storia della Russia.

## Pubblicazioni principali
- De l'État moral et intellectuel des populations ouvrières et de son influence sur le taux des salaires (1868)
- Les Guerres contemporaines (1853-1866), recherches statistiques sur les pertes d'hommes et de capitaux (1868)
- L'Administration locale en France et en Angleterre (1872)
- La Question ouvrière au XIXe siècle (1872)
- Le Travail des femmes au XIXe siècle (1873)
- De la colonisation chez les peuples modernes (1874) riedito nel 1882
- Traité de la science des finances (2 vol. 1877)
- Essai sur la répartition des richesses et sur la tendance à une moindre inégalité des conditions (1881)
- Le Collectivisme, examen critique du nouveau socialisme (1884)
- L'Algérie et la Tunisie (1887)
- Précis d'économie politique (1888)
- Des causes qui influent sur le taux de l'intérêt et des conséquences de la baisse du taux de l'intérêt, mémoires lus dans les séances des 6 et 20 novembre 1886 (1888)
- L'État moderne et ses fonctions (1890)
- Traité théorique et pratique d'économie politique (4 vol. 1896 ; 2 vol. 1914)
- Le Sahara, le Soudan et les chemins de fer transsahariens (1904)
- L'Art de placer et gérer sa fortune (1905)
- La Question de la population (1913)
- La Guerre de 1914 vue en son cours chaque semaine (1916)